# Hypoestes teysmanniana
Hypoestes teysmanniana är en akantusväxtart som beskrevs av Friedrich Anton Wilhelm Miquel. Hypoestes teysmanniana ingår i släktet Hypoestes och familjen akantusväxter. Inga underarter finns listade i Catalogue of Life.